# Liste der Brunnen in Cuxhaven
Folgende Brunnen in Cuxhaven gibt es in der Stadt Cuxhaven:

## Liste

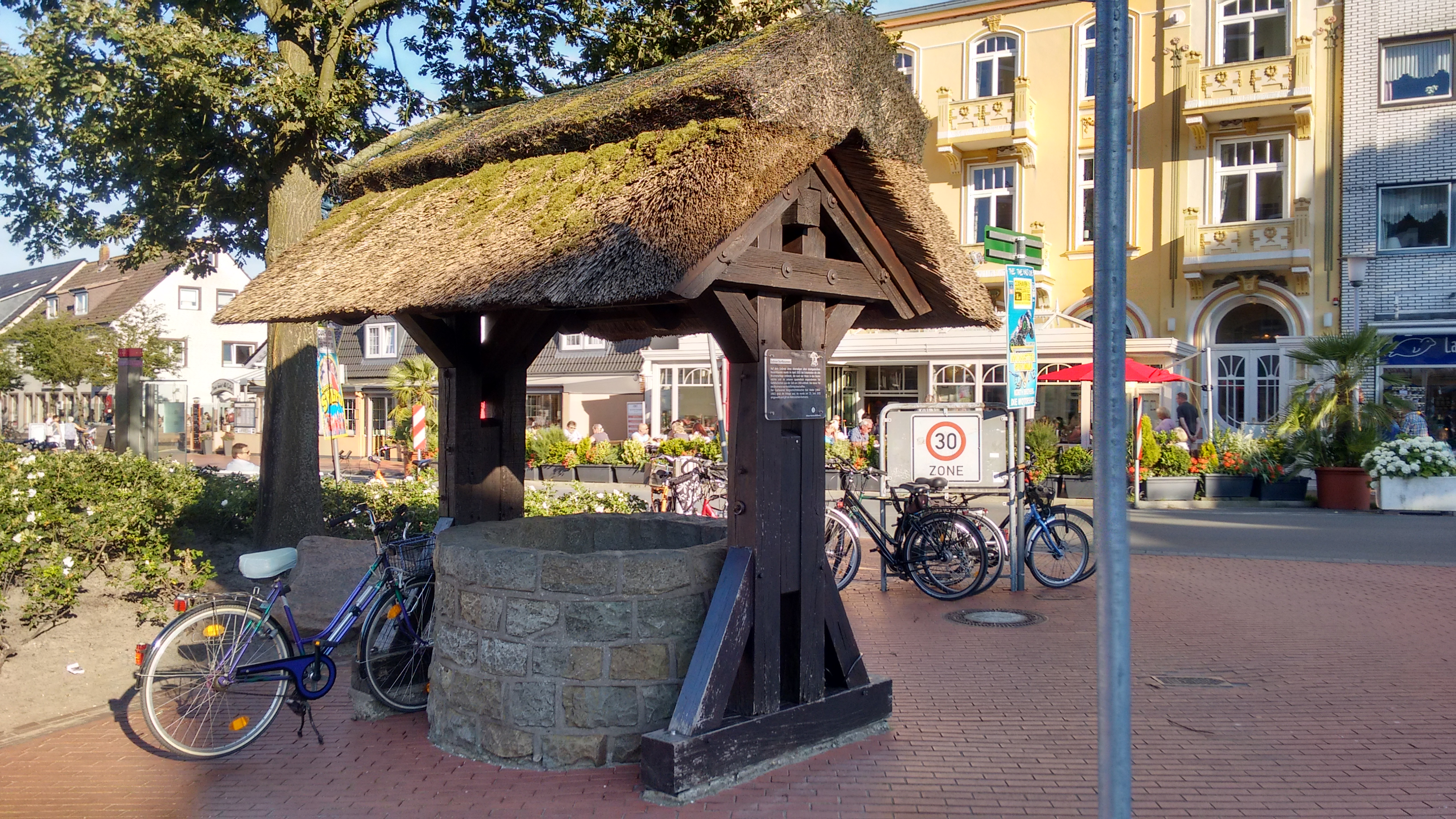
Duhner Dorfbrunnen

- Brockesbrunnen am alten Eingang zum Schloss Ritzebüttel von 1933: Ziegel
- Brunnen an der Alten Liebe von 1927: achteckiger Ziegelbrunnen
- Brunnen in Altenbruch am Dorfplatz: Springbrunnen, viereckige Steineinfassung[2]
- Brunnen am City-Center, Segelckestraße: viereckiger gemauerter Brunnen mit Skulptur: Fischer mit Fisch,
- Brunnen am Feldweg: rund, Kleingranit, größere Feldsteine
- Brunnen am Kaemmererplatz von 2002 von Diether Heisig: zwei Bildplatten aus Bronze
- Brunnen am Hafnarfjördurplatz
- Brunnen am Hallenbad in Duhnen: viereckiger  Springbrunnen
- Brunnen am Kreishaus, Vincent-Lübeck-Straße: Feld- und Ziegelsteine
- Brunnen im Schlosspark: stillgelegter runder Steinbrunnen
- Brunnen an der Stadtsparkasse, Rohdestraße/Brunnenplatz: drei Granitsäulen
- Dorfbrunnen in Duhnen von um 1300: Strohdach von 1935 über runden gemauerten Brunnen; im Wappen von Duhnen
- Gustav-Schmaus-Brunnen an der Segelckestraße von 2012: rund und Ziegelmauer
- Meiers Brunnen in Brockeswalde, versiegter Quellbrunnen von 1840, Gedenktafel von 1992 für Senator und Amtmann von Ritzebüttel August Christian Theodor Meier